# Lebesgueova věta
Lebesgueova věta popřípadě Lebesgueova věta o záměně limity a integrálu je matematická věta umožňující záměnu pořadí operací:{\displaystyle \lim } a {\displaystyle \int }.

## Znění věty
Ať funkce {\displaystyle \ f_{n}(x)} a {\displaystyle \ f(x)} jsou měřitelné v {\displaystyle \ M} a {\displaystyle \ f_{n}(x)\rightarrow f(x)} pro skoro všechna {\displaystyle x\in \mathbf {M} }. Ať existuje
{\displaystyle \ g(x)\in \mathbf {L} (M)} Tak, že {\displaystyle \ |f_{n}(x)|\leq g(x)} skoro všude v {\displaystyle M}. Pak platí: {\displaystyle f} je měřitelná na {\displaystyle M} a {\displaystyle \lim _{n\rightarrow \infty }\int _{M}f_{n}(x)dx=\int _{M}f(x)dx}, což lze zapsat i jako:{\displaystyle \lim _{n\rightarrow \infty }\int _{M}f_{n}(x)dx=\int _{M}\lim _{n\rightarrow \infty }f_{n}(x)dx}.

## Poznámka
- Existuje i verze této věty pro řady funkcí